# Mežaparks
 (mars 2025).
Mežaparks (en français : parc forestier) est un voisinage du district du Nord  à Riga en Lettonie.

## Géographie
Mežaparks est un quartier de la ville de Riga dans le district nord, qui comprend également le Grāves muiža. Le quartier de Mežaparks est situé un peu au nord-est de la partie centrale de Riga, sur la rive ouest du lac Ķīšezers. 
Mežaparks se compose d'une partie résidentielle au sud et du grand parc urbain Mežaparks au nord, près duquel est situé le parc zoologique de Riga. 
Par voie terrestre, Mežaparks borde les quartiers de Čiekurkalns, Brasa, Sarkandaugava et Mīlgrāvis, Il borde aussi le quartier de Jaunciems sur la rive opposée du lac Ķīšezers. 
Les limites du quartier Mežaparks sont le lac Ķīšezers, Ķīšezera iela, Gaujas iela, la voie ferrée, Tilta iela et Viestura prospekts. 
La superficie de Mežaparks est de 11,821 km2,

## Construction
En 1901, Mežaparks a été planifié puis développé comme une zone récréative et semi-résidentielle pour les habitants de Riga. 
Dans la partie sud-est de Mežaparks, il y a un quartier de bâtiments de faible hauteur. 
Le bâtiment situé entre la perspective Meža et la rive du Ķīšezers est un monument d'importance nationale. 
La superficie totale du quartier Mežaparks est de 11 821 km², ce qui le classe ainsi parmi les plus grands quartiers de la ville de Riga, dépassant plus de deux fois l'indicateur de superficie moyenne des quartiers de Riga. 
Le périmètre du quartier à une longueur de 14 740 mètres. Cependant, malgré son très vaste territoire, le quartier Mežaparks est généralement clairement identifiable comme un territoire ou un quartier spatialement unifié et fonctionnellement connecté de la ville de Riga.

## Galerie

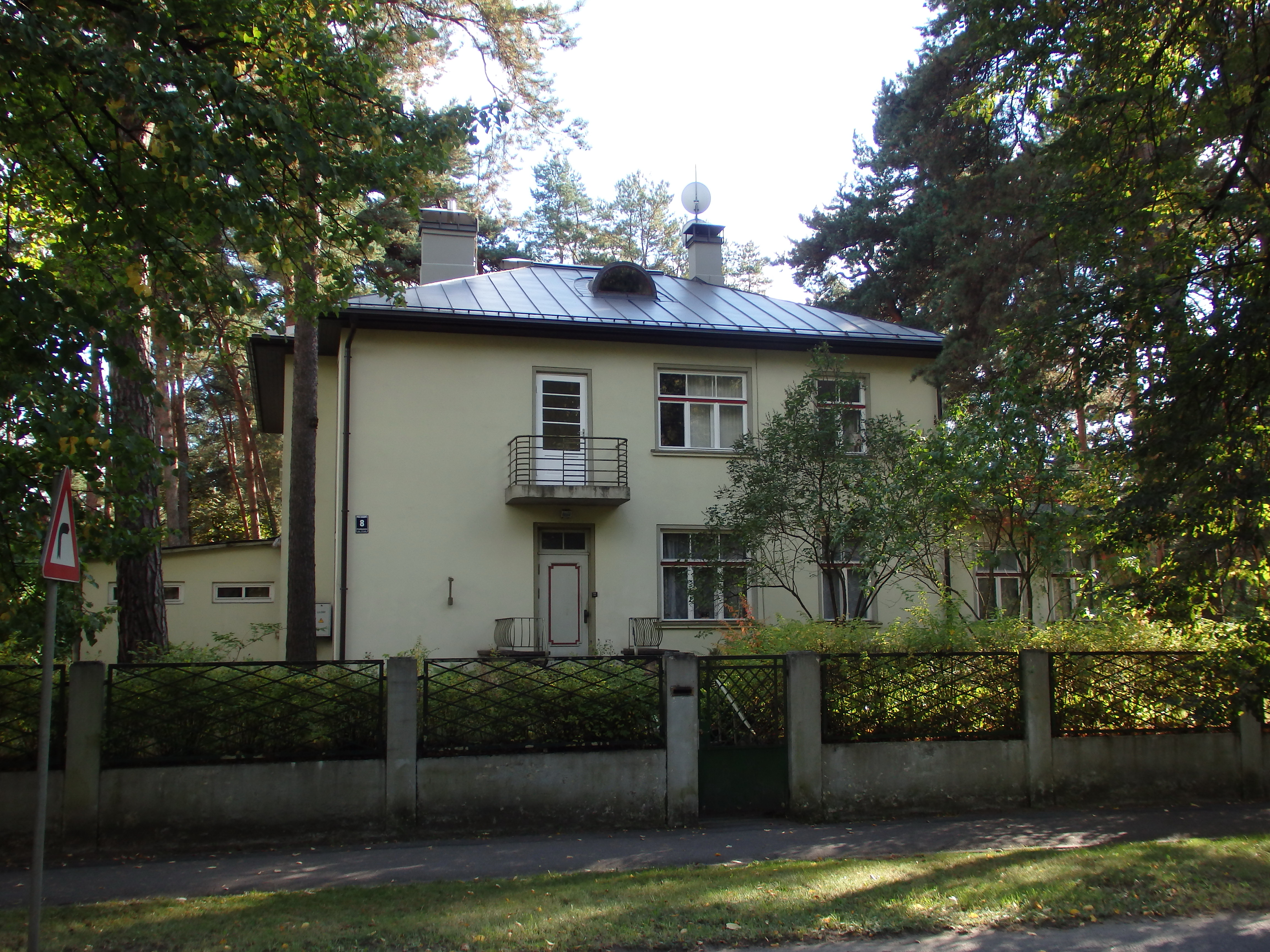
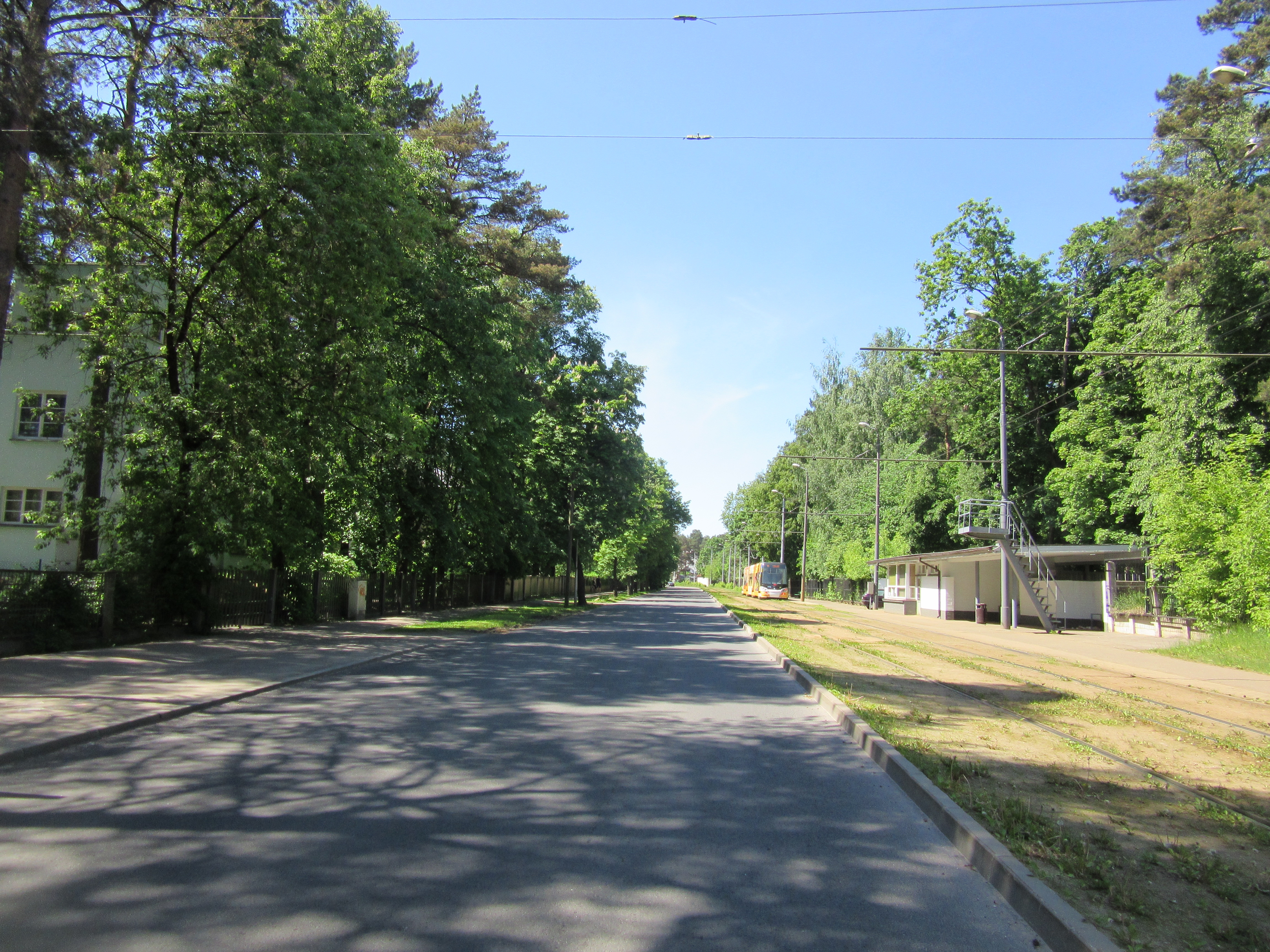
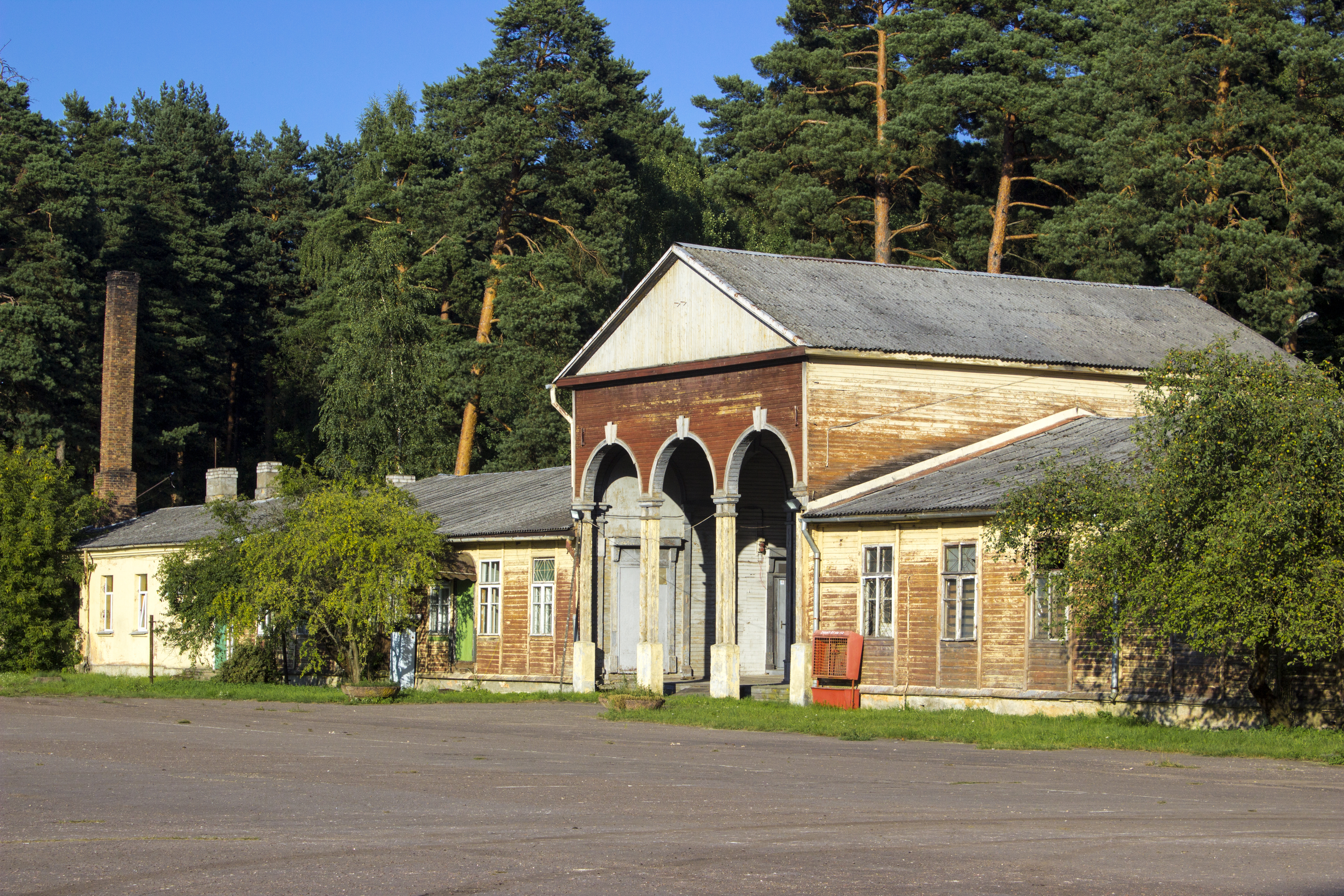
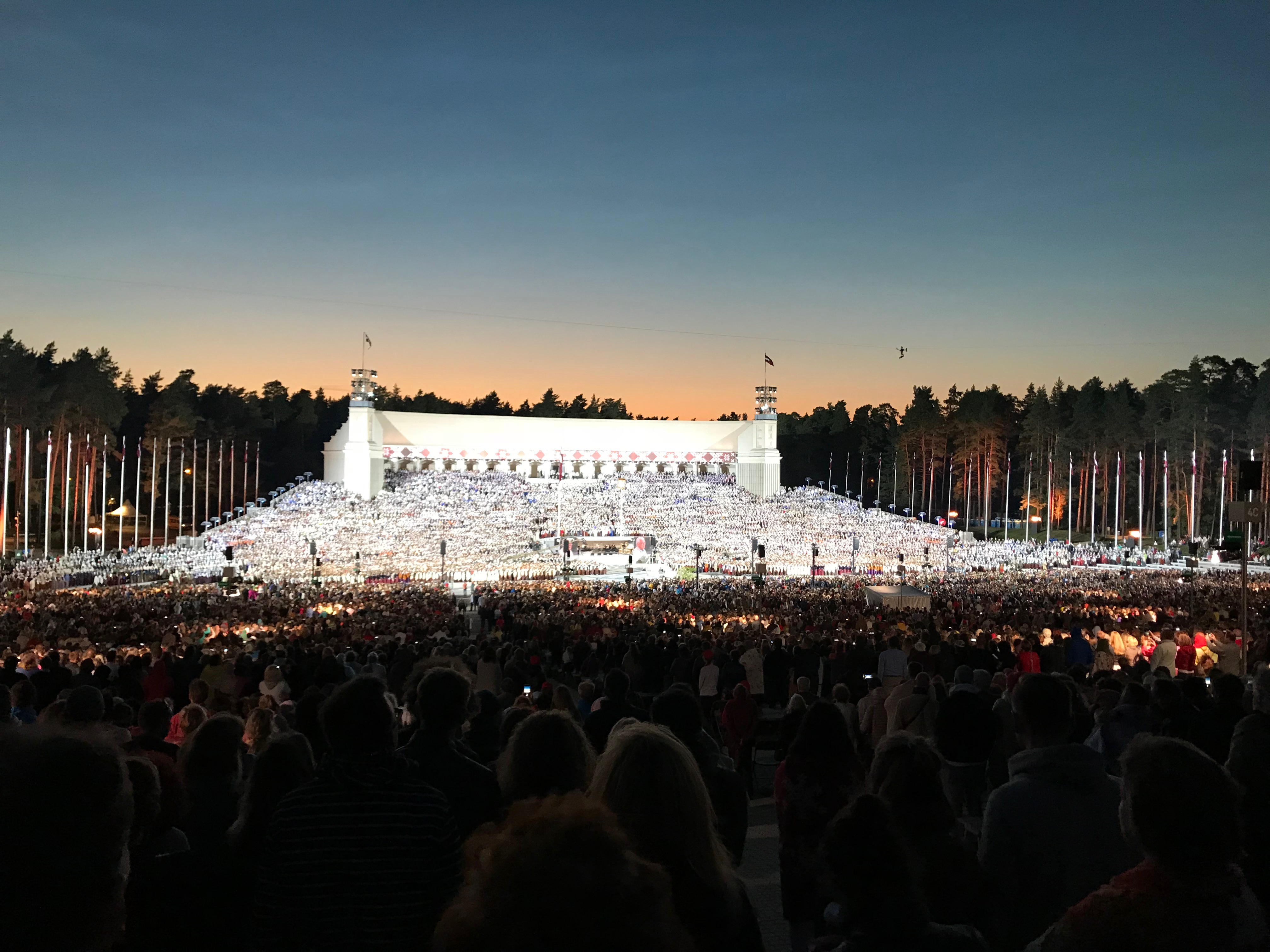

## Transports
- Bus: 	 9, 38
- Tram : 11